# Mort d'Eric Garner
La mort d'Eric Garner a lieu le 17 juillet 2014 à New York, dans l'arrondissement de Staten Island, à la suite de son arrestation par un policier.

## Déroulement
Âgé de 44 ans, noir et père de six enfants, Eric Garner est connu des services de police pour la vente illégale de cigarettes. Le 17 juillet 2014 peu avant 17 h, assis entre Bay Street et Victory Boulevard, il est questionné à ce sujet par deux policiers en civil. Garner déclare ne rien avoir à se reprocher et les prie de le laisser tranquille. Des renforts arrivent et lui demandent de mettre les mains dans le dos ; face à son refus, l'agent de police Daniel Pantaleo utilise pour l'y contraindre une technique d'étranglement arrière interdite par la police de New York (NYPD) depuis 1993, , il est plaqué au sol et maintenu à terre par cinq policiers. Quelques instants après, il perd connaissance, après avoir crié à plusieurs reprises : « Je ne peux pas respirer » (« I can't breathe », une phrase qui sera régulièrement reprise lors des manifestations qui se suivront). Il est ensuite conduit à l'hôpital où il est déclaré mort.
L'autopsie a révélé que sa mort avait été causée par « [la] compression du cou, la compression de la poitrine et le positionnement en décubitus ventral pendant la contrainte physique exercée par la police ». Le médecin légiste responsable du cas conclut à un homicide. En surpoids et asthmatique, Garner est mort par asphyxie. L'asthme, les maladies cardiaques et l'obésité ont été cités comme des facteurs contributifs,.

## Réactions

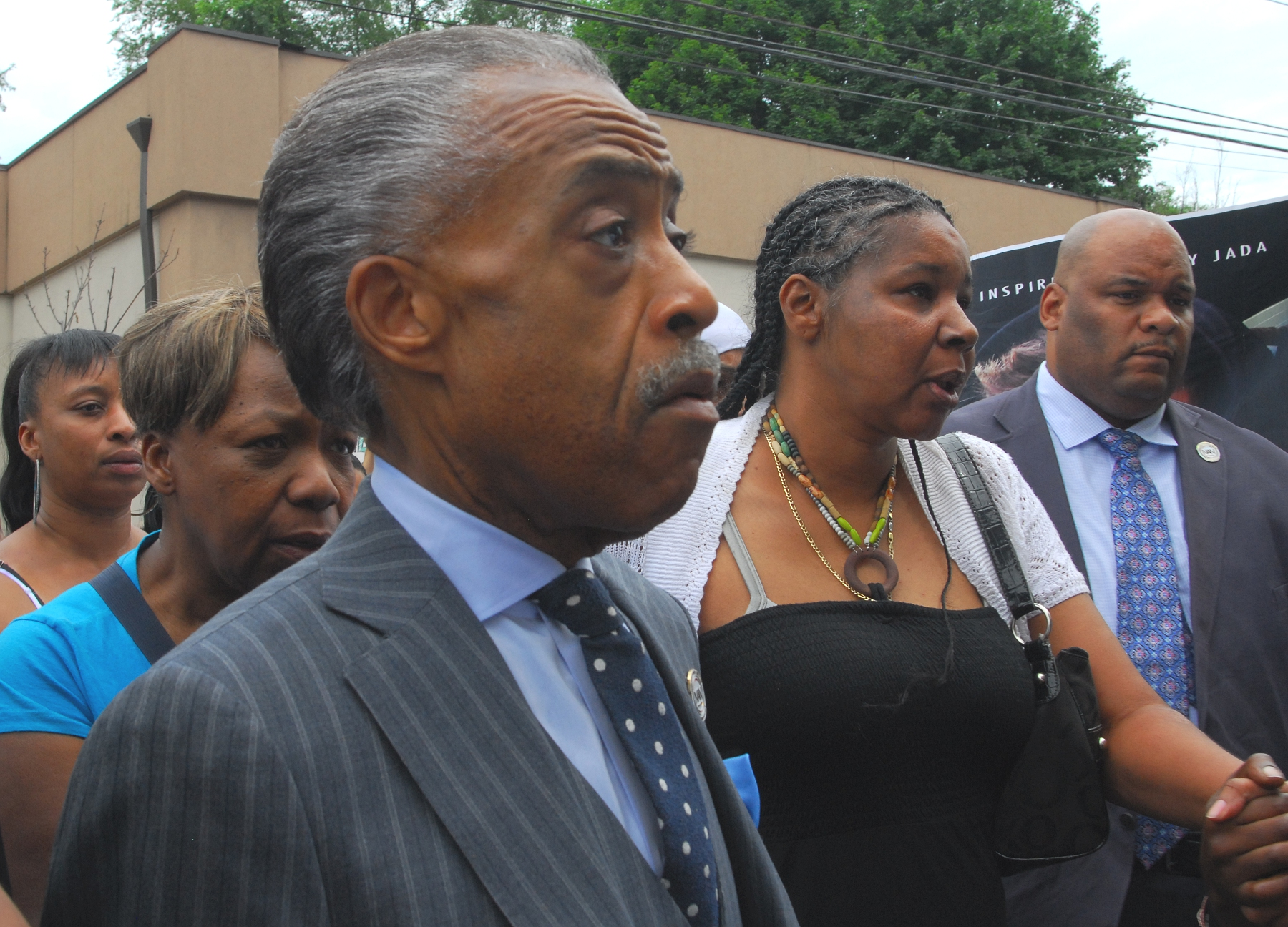
Al Sharpton et la femme d'Eric Garner, Esaw Garner (à droite), lors d'une manifestation à Staten Island (19 juillet 2014).

La scène de l'arrestation d'Eric Garner est filmée par un témoin dans la rue, et la vidéo massivement diffusée sur Internet.
Le 19 août 2014, le procureur de district de Staten Island, Daniel Michael Donovan, annonce la constitution d'un grand jury qui doit décider de l'inculpation ou non de Daniel Pantaleo. Le 3 décembre, Donovan annonce dans un communiqué : « après délibération sur les éléments de l'enquête qui lui a été présentée, le grand jury a trouvé qu'il n'y avait pas de cause raisonnable de voter pour une inculpation » de Pantaleo. L'annonce, qui intervient peu de temps après la décision du grand jury de Ferguson (Missouri) de ne pas poursuivre Darren Wilson pour la mort de Michael Brown le 9 août, provoque à son tour de vastes mouvements de protestation antiracistes à travers les États-Unis,.

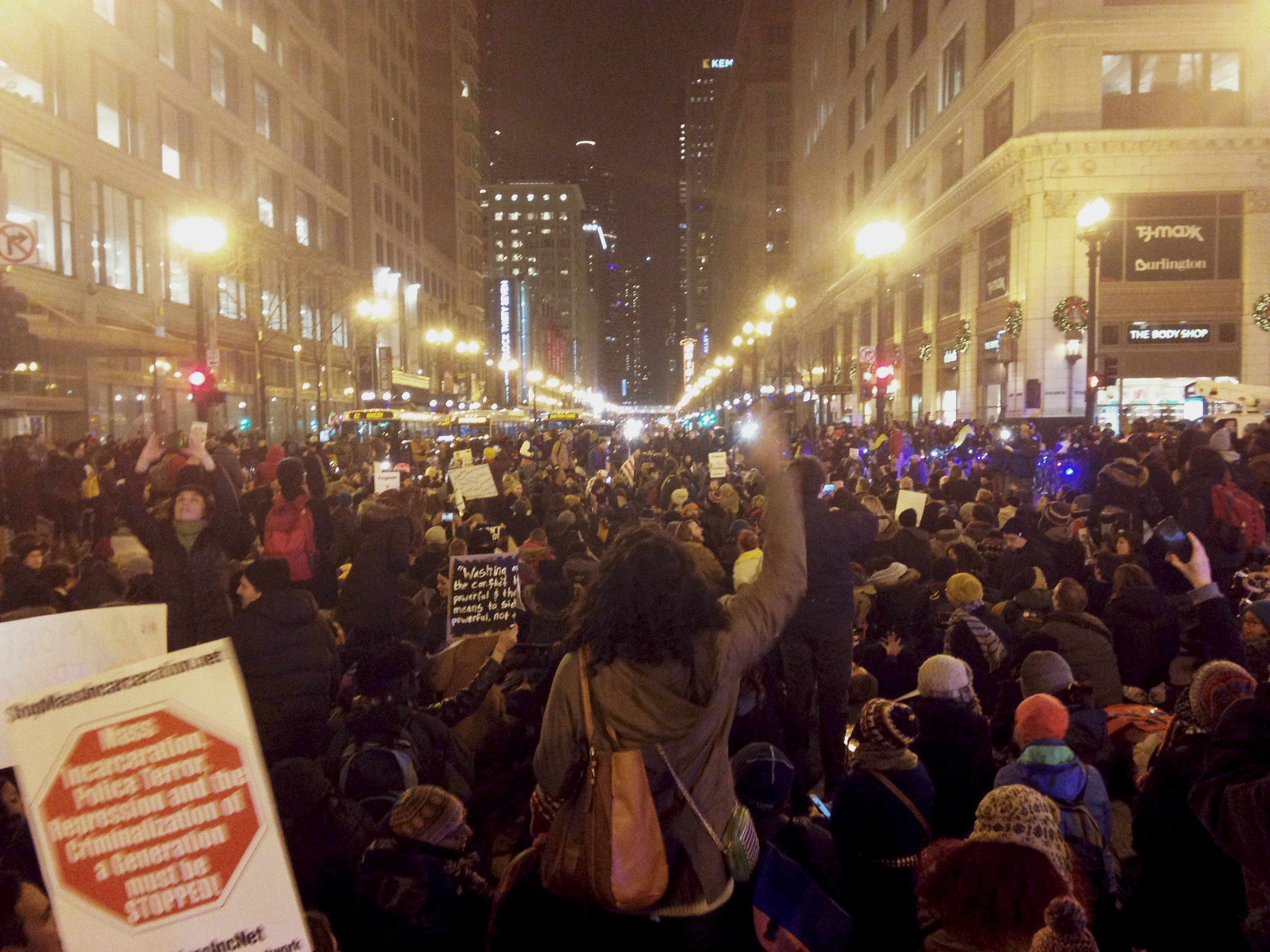
Manifestations à Chicago le 4 décembre 2014 à la suite de la décision du procureur de Staten Island de ne pas inculper le policier Daniel Pantaleo

Dans un article au New York Daily News le policer retraité Frank Serpico estime que des incidents comme celui d'Eric Garner créent une brèche entre la police et la population. Il explique l'attitude de certains policiers comme l'expression d'une pure lâcheté et ajoute qu'ils déshonorent leur uniforme et ne devraient pas avoir le droit de porter des armes, qu'ils soient policiers ou pas.
Le 13 juillet 2015, la mairie de New York décide de verser 5,9 millions de dollars à la famille d'Eric Garner. Le 18 août 2019, le service de police de New York a limogé l’officier responsable de la mort d’Eric Garner. Une audience disciplinaire a recommandé que l'officier du NYPD, Daniel Pantaleo — accusé d'avoir tué Garner avec un étranglement interdit par le département — soit retiré des forces de police. Cette décision a finalement été annoncée le 19 août 2019 par le commissaire de la police de New York, James O’Neill.